# Trachyzulpha fruhstorferi
Trachyzulpha fruhstorferi är en insektsart som beskrevs av Carl August Dohrn 1892. Trachyzulpha fruhstorferi ingår i släktet Trachyzulpha och familjen vårtbitare. Inga underarter finns listade i Catalogue of Life.